# 살바도르 소브랄
살바도르 빌라르 브라앙캄프 소브랄(Salvador Vilar Braamcamp Sobral, 1989년 12월 28일 ~ )은 포르투갈의 가수이다. 유로비전 송 콘테스트 2017에서 "Amar Pelos Dois"라는 곡으로 우승하였다.